# Eytepéquez
Eytepéquez är en ort i Mexiko.   Den ligger i kommunen Tlapacoyan och delstaten Veracruz, i den sydöstra delen av landet, 210 km öster om huvudstaden Mexico City. Eytepéquez ligger 619 meter över havet och antalet invånare är 907.
Terrängen runt Eytepéquez är lite bergig. Runt Eytepéquez är det ganska tätbefolkat, med 93 invånare per kvadratkilometer. Närmaste större samhälle är Tlapacoyan, 3,5 km nordost om Eytepéquez. I omgivningarna runt Eytepéquez växer i huvudsak städsegrön lövskog.